# Воплощение (Секретные материалы)
«Воплощение» (англ. «Avatar») — 21-й эпизод 3-го сезона сериала «Секретные материалы». Премьера состоялась 26 апреля 1996 года на телеканале FOX. Эпизод принадлежит к типу «монстр недели» и никак не связан с основной «мифологией сериала», заданной в первой серии. Режиссёр — Джеймс Чарльстон, автор сценария — Говард Гордон, приглашённые звёзды — Митч Пиледжи, Дженнифер Хэтрик, Уильям Дэвис.
В США серия получила рейтинг домохозяйств Нильсена, равный 9,3, который означает, что в день выхода серию посмотрели 14,62 миллиона человек.
Главные герои серии — Фокс Малдер (Дэвид Духовны) и Дана Скалли (Джиллиан Андерсон), агенты ФБР, расследующие сложно поддающиеся научному объяснению преступления, называемые Секретными материалами.

## Сюжет
В этом эпизоде Малдер и Скалли расследуют дело Уолтера Скинера, их шефа. Будучи в тяжёлых отношениях с женой, Скиннер отправляется в отель, где встречает девушку, с которой он решает провести ночь, сняв комнату в этом отеле. Во время бурной ночи Скиннер с ужасом обнаруживает, что вместо девушки с ним в постели — некая старуха, которая пытается его задушить. Он просыпается, понимая, что это был кошмар, но его спутница лежит рядом с ним со сломанной шеей, лицом к спине. Скиннер не желает признаваться в том, что его посещает это видение, однако после разговора с Малдером он говорит о том, что эта старуха привиделась ему ещё во Вьетнаме. Тогда, как он говорит, она спасла его после того, как его группа попала в засаду. В это же время жена Скиннера попадает в автомобильную аварию..

## Производство
Идею о создании эпизода, сосредоточенного вокруг Уолтера Скиннера, подсказал Дэвид Духовны. Актёр хотел сделать небольшой перерыв для себя, но в итоге получил значительную часть экранного времени. Также Духовны считал, что Скиннер — это хороший герой, для раскрытия которого в сериале уделяется недостаточно времени. Популярность Скиннера среди поклонников сериала значительно выросла после эпизодов «Благословенный путь» и «Скрепка», которые определили отношение Скиннера к «Секретным материалам». Сценарист Винс Гиллиган отмечал, что Скиннер изначально задумывался как отрицательный персонаж, но актёрское мастерство исполнителя роли, Митча Пиледжи, произвело на сценаристов такое впечатление, что они решили не развивать героя в этом направлении. Идею Духовны в сценарий воплотил Говард Гордон, стараясь подчеркнуть, какую огромную цену Малдеру и Скиннеру приходится платить за их работу.
Из финального варианта по соображениям хронометража была удалена сцена с участием Скиннера и Курильщика. Также была удалена сцена разговора Малдера и Скиннера на повышенных тонах, как излишне конфликтная.